# 노랑양쥐돔속
노랑양쥐돔속(Zebrasoma)은 양쥐돔과에 속하는 조기어류 속의 하나이다. 인도양과 태평양에 주로 서식하는 어류이다. 디스크 모양의 몸과 돚같은 지느러미가 있다.

## 하위 종
7종이 알려져 있다:
- Zebrasoma desjardinii (에드워드 터너 베넷, 1836)
- Zebrasoma flavescens (에드워드 터너 베넷, 1828) - 옐로 탱
- Zebrasoma gemmatum (발랑, 1835) - 잼 탱
- Zebrasoma rostratum (권터, 1875) - 블랙 탱
- Zebrasoma scopas (조르주 퀴비에, 1829)
- Zebrasoma veliferum (블로흐, 1795)
- Zebrasoma xanthurum (블리스, 1852) - 퍼플 탱